# Cameo
Cameo是美国Baron App Inc. 拥有的一个影片网站，总部位于美国芝加哥。该网站面向用户提供名人影片定制服务。截至2020年5月，Cameo已有超过3万名人入驻。

## 简介
Cameo由史蒂文·加拉尼斯（Steven Galanis）、马丁·布伦科威（Martin Blencowe）和德文·斯宾勒·汤森（Devon Spinnler Townsend）于2016年创建。据加拉尼斯表示，网站的创意源自布伦科威的举动：布伦科威从事电影制片人和NFL经纪人工作，2016年4月，布伦科威邀请NFL球员卡修斯·马尔什录制了一段视频，庆祝自己儿子的出生。二人从中察觉到商机。2017年3月15日，Cameo正式上线，曾为布伦科威录制视频的马尔什还在Twitter向粉丝推介了Cameo。
网站对入驻的名人有一定要求，入驻名人的Instagram粉丝数量需超过2万。名人定制视频的价格5美元起步。截至2020年3月，开价最高的是凯特琳·詹纳，视频定制价格为2500美元。Cameo会从入驻名人的收入中抽取25%的提成。
该网站在COVID-19大流行期间业务增长迅速，根据站方的统计，2020年，Cameo的业务年增长率超过450%。2020年7月，该网站推出了Promotional Cameos服务，旨在企业提供高级名人代言服务。Cameo被《福布斯》评为美国最佳创业公司雇主排行榜第19位，被LinkedIn评为类似排行榜的第17位。